# Ansgar Belke
Ansgar Belke (* 28. März 1965 in Münster; † 21. Juli 2020 in Münster) war ein deutscher Ökonom.

## Leben
Ansgar Belke studierte Volkswirtschaftslehre an den Universitäten Münster, Paris und Kiel und wurde an der Ruhr-Universität Bochum promoviert, wo er auch seine Habilitation in Volkswirtschaftslehre und Ökonometrie erwarb.
Er war Lehrstuhlvertreter (C4) Internationale Wirtschaftsbeziehungen, Universität Essen (2000), Ordentlicher Universitätsprofessor für Volkswirtschaftslehre, insbesondere Makroökonomie, angewandte Ökonomie und Wirtschaftspolitik, an der Universität Wien (2000–2001), C4-Professor für Volkswirtschaftslehre, insbesondere Außenwirtschaft, an der Universität Hohenheim (2001–2007) zugleich Vorstand am Osteuropazentrum der Universität Hohenheim und Leiter der Forschungsstelle Europäische Integration an der Universität Hohenheim.
Belke war Gastwissenschaftler unter anderem am Internationalen Währungsfonds (IWF) in Washington, CentER Tilburg, Centre for European Policy Studies (CEPS) Brüssel, Institut für Weltwirtschaft (IfW) Kiel, Deutsches Institut für Wirtschaftsforschung (DIW) Berlin und der Oesterreichische Nationalbank (OeNB) Wien. Er war außerdem Forschungsdirektor für Internationale Makroökonomik am DIW und Gastprofessor an der Hertie School of Governance. Von 2009 bis 2014 war er Mitglied des Monetary Expert Panels des Europäischen Parlaments.
Belke war der Inhaber des Lehrstuhls für Volkswirtschaftslehre, insbesondere Makroökonomik an der Universität Duisburg-Essen, ebendort Direktor des Instituts für Betriebswirtschaft und Volkswirtschaft (IBES) und Vorstand des House of Energy Markets and Finance (HEMF). 2012 wurde er (ad personam) Jean-Monnet-Professor. Außerdem war er Associate Senior Research Fellow am Centre for European Policy Studies, Senior Research Fellow am Centre for Data Analytics for Finance and Macroeconomics (DAFM), King’s Business School London, Mitglied der Ruhr Graduate School in Economics (RGS Econ) und Gastprofessor am Europa-Institut Saarbrücken.
Er war Präsident der European Economics and Finance Society (EEFS), Research Fellow am Forschungsinstitut zur Zukunft der Arbeit (IZA) Bonn, der Global Labor Organization (GLO) und Central European Labour Studies Institute (CELSI) Bratislava, externer Berater der Generaldirektion Wirtschaft und Finanzen (DG ECFIN) der Europäischen Kommission, externer Berater des European Union Committee des House of Lords und führte Drittmittelprojekte für u. a. die Bundesbank, die Europäische Kommission, die Bundesministerien der Finanzen sowie für Arbeit und Soziales durch.
Belkes Forschungsschwerpunkte waren Geld- bzw. Währungstheorie und -politik, Europäische Integration, Internationale Makroökonomik, Transformationsökonomik, Finanzierung (u. a. Venture Capital, Geld- und Kapitalmärkte) und Angewandte Ökonometrie.
Belke fungierte als Geschäftsführender Herausgeber der Zeitschriften Applied Economics Quarterly, Credit and Capital Markets – Kredit und Kapital und Economist’s Voice.

Er war Allein-Herausgeber der Schriftenreihe Financial and Monetary Policy Studies (Springer) und Mit-Herausgeber der Schriftenreihe Quantitative Ökonomie im Eul-Verlag sowie der HVS Hohenheimer Volkswirtschaftliche Schriften bei zahlreicher weiterer Fachzeitschriften.
Belke sprach als Eröffnungsredner (Keynote Lecturer) auf einer Vielzahl internationaler Konferenzen, darunter im Jahr 2019 als Keynote Speaker (Eröffnungsredner) das Blockchain Economic Forum (BEF) in Davos/Schweiz, im Jahr 2017 als Keynote Speaker die Koç University - TÜSİAD Economic Research Forum (ERF) Conference EU Negotiations, Customs Union, and Economic Growth, im Jahr 2014 der Greek Government Roundtable in Athen/Griechenland.
2020 wurde er zum Mitglied der Academia Europaea gewählt.
Ansgar Belke starb plötzlich und unerwartet am 21. Juli 2020 im Alter von 55 Jahren. Er hinterließ seine Ehefrau und drei Kinder.

## Mitgliedschaften (Auswahl)
- Association for Comparative Economic Studies (ACES)
- European Economic Association (EEA)
- Financial Risk and Stability Network (FRSN), Advisory Board
- International Network for Economic Research (INFER) Advisory Board
- Kuratorium von Open Europe Berlin GmbH
- Mitglied der professionellen Zentralbank-Beobachtergruppe ECB Obser"[13]
- Mitglied des Ausschusses für Außenwirtschaftstheorie und -politik der Gesellschaft für Wirtschafts- und Sozialwissenschaften (Verein für Socialpolitik)[14]
- Mitglied des Exekutiv-Komitees der International Atlantic Economic Society
- Mitglied des Wirtschaftspolitischen Ausschusses der Gesellschaft für Wirtschafts- und Sozialwissenschaften (Verein für Socialpolitik)
- Mitglied im Vorstand des Arbeitskreises Europäische Integration (AEI)[15]
- Mitglied und stellvertretender Vorsitzender des Wissenschaftlichen Direktoriums des Instituts für Europäische Politik (IEP)[16]
- Research Council des Indian Institute of Finance (IIF), Delhi
- Research Fellow des Central European Labour Studies Institute (CELSI), Bratislava/Slovakia[17]
- Research Fellow des Euro Area Business Cycle Network (EABCN)[18]
- Research Fellow des Forschungsinstituts zur Zukunft der Arbeit (IZA), Bonn[19]
- Wissenschaftlicher Beirat der Wirtschaftswissenschaftlichen Fakultät der Universität Jena[20]
- Wissenschaftlicher Beirat der Wirtschaftswissenschaftlichen Fakultät der Zeppelin-Universität Friedrichshafen

## Ehrungen und Auszeichnungen
- 1995: Gebrüder-Deschauer-Preis auf Vorschlag der Ruhr-Universität Bochum in Anerkennung der hervorragenden wissenschaftlichen Dissertation
- 1997, 1998 und 1999: Vortragsprämie für internationale Tagungen durch den Verein für Socialpolitik (VfS)
- 2001: Universitätspreis der Wiener Wirtschaft für das Projekt ‚Exchange Rate Variability and the International Monetary System’, Wirtschaftskammer Wien,
- 2001: Award for Best Paper of the Year (Open Economies Review 2001)
- 2010: Pressegesicht des Quartals I/2010 DIW Berlin
- 2014, 2013: Frankfurter Allgemeine Zeitung, Ranking der einflussreichsten deutschsprachigen Ökonomen
- 2017: Platz 19 (aktuelle Forschungsleistung) bzw. Platz 72 (Lebenswerk) im Ranking deutscher Ökonomen des Handelsblatts[21]